# Arichanna tramesata
Arichanna tramesata là một loài bướm đêm trong họ Geometridae.